# Idris di Libia
Idris (in arabo إدريس الأول), nome completo Sidi Muhammad Idris al-Mahdi al-Senussi (محمد إدريس بن السيد المهدي بن محمد السنوسي; Giarabub, 12 marzo 1889 – Il Cairo, 25 maggio 1983), fu il primo e unico re di Libia.
Regnò dal 1951 al 1969; gli succedette il nipote Hasan di Libia, che fu esautorato immediatamente lo stesso giorno, detronizzato dal colpo di Stato di Muʿammar Gheddafi (allora capitano), che aveva appena deposto Idris.

## Biografia

### Primi anni
Nipote di Sayyid Muhammad ibn 'Ali al-Senussi, il fondatore della confraternita dei Senussi (Senussiyya), nel 1916 ereditò il titolo di capo della confraternita, dopo la rinuncia dello zio Sayyid Ahmad al-Sharif ibn Sayyid Muhammad al-Sharif al-Sanusi. I britannici gli riconobbero il titolo di "Emiro della Cirenaica", che venne riconosciuto anche dagli italiani nel 1920.
Idris trascorse i primi anni della sua carriera politica cercando di negoziare l'indipendenza del suo territorio, la Cirenaica. Nel 1922, dopo che gli italiani cominciarono ad occupare militarmente i territori dell'interno, si ritirò in esilio in Egitto, che gli servì da base per organizzare una guerriglia contro il governo coloniale italiano.

### Seconda guerra mondiale
Durante la seconda guerra mondiale, Idris si schierò a favore del Regno Unito e convinse i nazionalisti della Cirenaica a combattere insieme agli Alleati contro le potenze dell'Asse, che occupavano la Libia. Nel 1942, con la sconfitta dell'esercito italo-tedesco guidato da Erwin Rommel e dopo che i britannici ebbero occupato la Libia, Idris fece ritorno alla sua capitale, Bengasi, dove formò un governo ufficiale.
Venne quindi invitato ad assumere anche il titolo di emiro della Tripolitania, un'altra regione storica di quella che oggi è la Libia (la terza regione era il Fezzan). Accettando questo titolo, iniziò il processo di unificazione del paese sotto un'unica monarchia. Da Bengasi, Idris guidò la delegazione che trattò con il Regno Unito e le Nazioni Unite l'indipendenza. L'indipendenza venne raggiunta il 24 dicembre 1951: Idris venne proclamato Re della Libia come Idris I; parte del suo nome è comune a quello del sovrano che unificò nel primo stato islamico le tribù dell'attuale Marocco.

### Dopo l'indipendenza
Dopo l'indipendenza Idris si volse alla modernizzazione del proprio Paese, ricevendo aiuti dagli statunitensi (che vi aprirono delle basi) e dai britannici. Questi buoni rapporti con Stati Uniti e Regno Unito (mantenuti anche dopo che quest'ultimo intervenne militarmente contro l'Egitto nel 1956 in occasione della crisi di Suez), delusero alquanto le aspettative dei nazionalisti arabi all'interno del paese e dei sostenitori del panarabismo negli Stati vicini.
Il malcontento divenne ancor più evidente quando, dopo la guerra dei sei giorni del 1967, in cui egli non aveva preso posizione, vi furono sommosse popolari e veri e propri pogrom contro la popolazione ebraica del Paese, la quale fu costretta all'esilio forzato lasciando tutti i suoi beni; ognuno degli appartenenti a questa etnia poté portare con sé solo una valigia e 20 sterline. Re Idris stesso "suggerì" alla comunità ebraica di lasciare il paese fin tanto che lui era al potere e poteva quindi garantire loro l'incolumità. Gran parte della comunità (circa 6.000 persone) riparò a Roma, dove ancora oggi è presente perfettamente integrata, ed una piccola minoranza si stanziò in Israele. L'antica comunità ebraica, presente da oltre 400 anni, fu così di fatto cancellata in meno di un mese.
Un'ulteriore causa di indebolimento del regime fu il fallimento di Idris nel tentativo di generare un erede maschio che potesse succedergli sul trono. Nonostante ciò, l'economia prosperava, soprattutto grazie ai ricchi giacimenti di petrolio, ma il re cominciò ad accusare problemi di salute. Rendendosi conto delle proprie precarie condizioni di salute, il 4 agosto 1969 re Idris presentò al presidente del Senato della Libia un documento in cui si impegnava ad abdicare il successivo 2 settembre a favore del principe ereditario, Hasan al-Rida al-Mahdi al-Sanussi, che cominciò ad assumere molte delle funzioni che spettavano al re.

### Destituzione
Il giorno prima di questa scadenza, il 1º settembre 1969, mentre Idris si trovava in Turchia per curarsi, un colpo di Stato dell'esercito, guidato dal capitano Gheddafi, lo depose senza colpo ferire. Al momento della sua abdicazione, l'erede designato divenne re, ma regnò per meno di una giornata, poiché venne anch'egli subito deposto e arrestato con la sua famiglia. Alla fine Idris si recò di nuovo in esilio in Egitto e morì al Cairo nel 1983.

## Primi ministri della Libia 1951-1969
1. Mahmud Muntasser 1951-1954
2. Muhammad Sakizli 1954
3. Mustafa Ben Halim 1954-1957
4. Abdul Magid Kubar 1957-1960
5. Muhammad Osman Said 1960-1963
6. Mohieddin Fikini 1963-1964
7. Mahmud Muntasser 1964-1965
8. Hussein Mazzek 1965-1967
9. Abdulkader al-Badri 1967
10. Abdulhamid al-Bakkusch 1967-1968
11. Wanis Gheddafi 1968-1969

## Albero genealogico
|                                                                            |                    |                                            | Genitori                       |  |  | Nonni                                                                                            |  |  | Bisnonni              |  |
|                                                                            |                    |                                            |                                |  |  | Sayyid Muhammad bin Ali al-Sanussi al-Khattabi al-Mujahiri al-Idrisi al-Hasani, I Grande Sanussi |  |  | Sayyid Ali al-Sanussi |  |
|                                                                            |                    |                                            |                                |  |  | Sayyid Muhammad bin Ali al-Sanussi al-Khattabi al-Mujahiri al-Idrisi al-Hasani, I Grande Sanussi |  |  | Sayyid Ali al-Sanussi |  |
|                                                                            |                    | …                                          |                                |  |  | Sayyid Muhammad bin Ali al-Sanussi al-Khattabi al-Mujahiri al-Idrisi al-Hasani, I Grande Sanussi |  |  |                       |  |
| Sayyid Muhammad al-Mahdi bin Sayyid Muhammad al-Sanussi, II Grande Sanussi |                    |                                            |                                |  |  | Sayyid Muhammad bin Ali al-Sanussi al-Khattabi al-Mujahiri al-Idrisi al-Hasani, I Grande Sanussi |  |  |                       |  |
|                                                                            |                    | Fatima bint Ahmad bin Farajallah al-Fituri | Ahmad bin Farajallah al-Fituri |  |  |                                                                                                  |  |  |                       |  |
|                                                                            |                    | Fatima bint Ahmad bin Farajallah al-Fituri | Ahmad bin Farajallah al-Fituri |  |  |                                                                                                  |  |  |                       |  |
|                                                                            |                    | Fatima bint Ahmad bin Farajallah al-Fituri | …                              |  |  |                                                                                                  |  |  |                       |  |
| Idris I di Libia                                                           |                    | Fatima bint Ahmad bin Farajallah al-Fituri |                                |  |  |                                                                                                  |  |  |                       |  |
|                                                                            | Muqarrib al-Barasa | …                                          |                                |  |  |                                                                                                  |  |  |                       |  |
|                                                                            | Muqarrib al-Barasa | …                                          |                                |  |  |                                                                                                  |  |  |                       |  |
|                                                                            | Muqarrib al-Barasa | …                                          |                                |  |  |                                                                                                  |  |  |                       |  |
| Aisha bint Muqarrib al-Barasa                                              | Muqarrib al-Barasa |                                            |                                |  |  |                                                                                                  |  |  |                       |  |
|                                                                            |                    | …                                          | …                              |  |  |                                                                                                  |  |  |                       |  |
|                                                                            |                    | …                                          | …                              |  |  |                                                                                                  |  |  |                       |  |
|                                                                            |                    | …                                          | …                              |  |  |                                                                                                  |  |  |                       |  |
|                                                                            |                    | …                                          |                                |  |  |                                                                                                  |  |  |                       |  |